# École préparatoire Patrice-Lumumba
L'école préparatoire Patrice-Lumumba (en portugais : Escola Preparatória Patrice Lumumba, abréviation : EPLP ) est un lycée situé dans la partie sud-ouest du centre-ville de São Tomé, Sao Tomé-et-Principe.

## Histoire
C'est la plus ancienne école secondaire du pays, fondée en 1952. Elle compte actuellement environ 3 000 étudiants.
Le bâtiment, d'un étage de l'ancien Colégio-Liceu de São Tomé a été conçu par Lucínio Cruz.  En 1959, il a été rebaptisé Liceu Nacional D. João II, en l'honneur du roi Jean II du Portugal. 
Après l'indépendance en 1975, l'école est devenue une école préparatoire et le Lycée national a déménagé dans l'ancien bâtiment de l'école technique. En 1988, en pleine réforme de l'enseignement santoméen, l'école porte le nom du leader congolais Patrice Lumumba.